# Episodi di Maggie & Bianca Fashion Friends (prima stagione)
La prima stagione della serie televisiva Maggie & Bianca Fashion Friends è andata in onda su Rai Gulp alle ore 20:10 divisa in due parti: la prima parte è stata trasmessa dal 29 agosto al 10 settembre 2016; la seconda parte dal 22 settembre al 28 settembre 2016.
| №  | Titolo                         | Prima TV          |
| -- | ------------------------------ | ----------------- |
| 1  | Il mio sogno                   | 29 agosto 2016    |
| 2  | Peggiori amiche                | 30 agosto 2016    |
| 3  | Il primo giorno di scuola      | 31 agosto 2016    |
| 4  | Fotografare la moda            | 1 settembre 2016  |
| 5  | Il giorno più bello            | 2 settembre 2016  |
| 6  | Mai senza il portafortuna      | 3 settembre 2016  |
| 7  | Modella per un giorno          | 4 settembre 2016  |
| 8  | Impossibile sfuggire all'amore | 5 settembre 2016  |
| 9  | Nei suoi panni                 | 6 settembre 2016  |
| 10 | Il ricatto                     | 7 settembre 2016  |
| 11 | I predatori dell'esame perduto | 8 settembre 2016  |
| 12 | Il fantasma dell'accademia     | 9 settembre 2016  |
| 13 | Il concerto perfetto           | 10 settembre 2016 |
| 14 | Il passato che torna           | 22 settembre 2016 |
| 15 | Miss Venice                    | 23 settembre 2016 |
| 16 | L'anniversario della scuola    | 23 settembre 2016 |
| 17 | Questione di stile             | 24 settembre 2016 |
| 18 | Le elezioni                    | 24 settembre 2016 |
| 19 | Mi fido di...                  | 25 settembre 2016 |
| 20 | Niente maschera, niente festa! | 25 settembre 2016 |
| 21 | Nessuno dica "CoolGhost"       | 26 settembre 2016 |
| 22 | La prima sfida                 | 26 settembre 2016 |
| 23 | La semifinale                  | 27 settembre 2016 |
| 24 | Fai la cosa giusta             | 27 settembre 2016 |
| 25 | Il grande Lockart              | 28 settembre 2016 |
| 26 | La sfilata di fine anno        | 28 settembre 2016 |